# Briare
Briare ist eine  französische Gemeinde mit 5.012 Einwohnern (Stand 1. Januar 2022) im Département Loiret in der Region Centre-Val de Loire. Sie gehört zum Kanton Gien im Arrondissement Montargis.

## Geographie
Die Stadt Briare liegt am rechten Ufer des Flusses Loire, an der Einmündung des nach ihr benannten Schifffahrtskanals Canal de Briare und den für die Wasserversorgung zuständigen Fluss Trézée.
Nachbargemeinden sind Ouzouer-sur-Trézée im Nordosten, Ousson-sur-Loire im Südosten, Châtillon-sur-Loire im Süden, Saint-Firmin-sur-Loire im Südwesten und Gien im Nordwesten.

## Name
Der erste bekannte Name war Brivodurum aus gallorömischer Zeit, er hatte einen keltischen Ursprung. Nach und nach wurden daraus Brierre, Briarre und schließlich der heutige Name. Wegen der drei im Ort zusammentreffenden Kanäle gab sich die Stadt selbst den Namen „Briare-le-Canal“.

## Geschichte

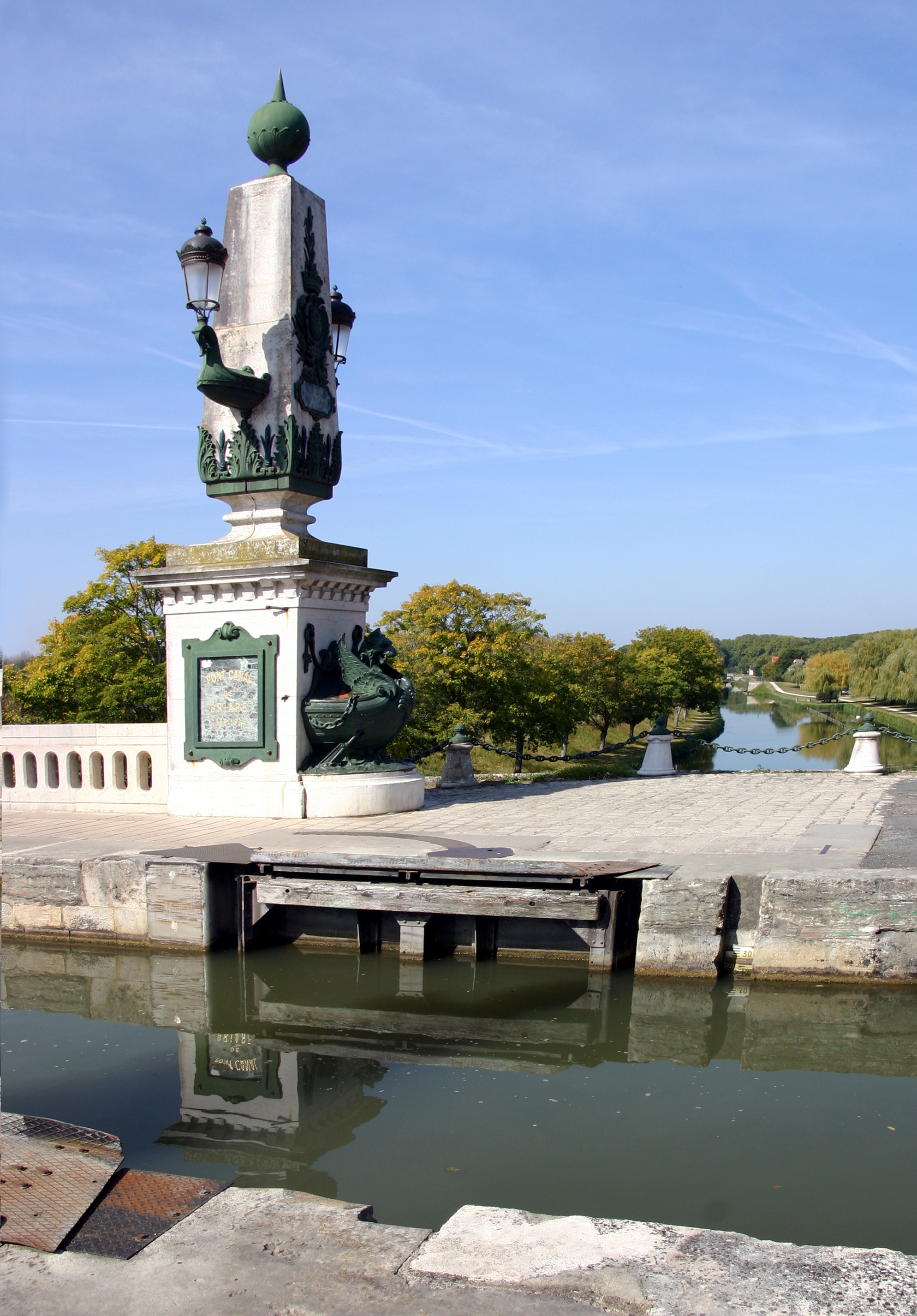
Nordportal der Kanalbrücke, im Hintergrund der alte Canal latéral à la Loire

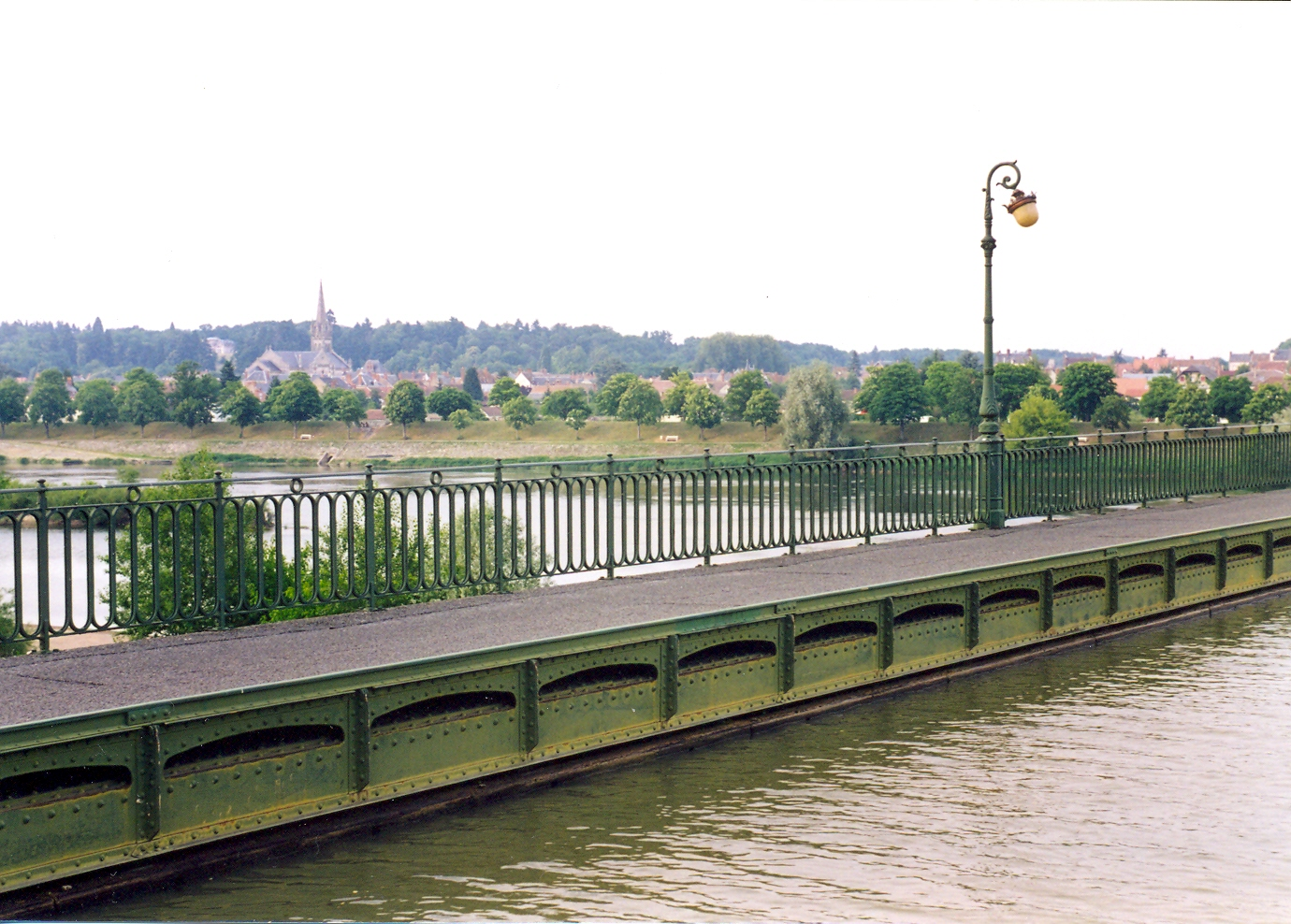
Kanalbrücke mit Blick über die Loire und auf Briare

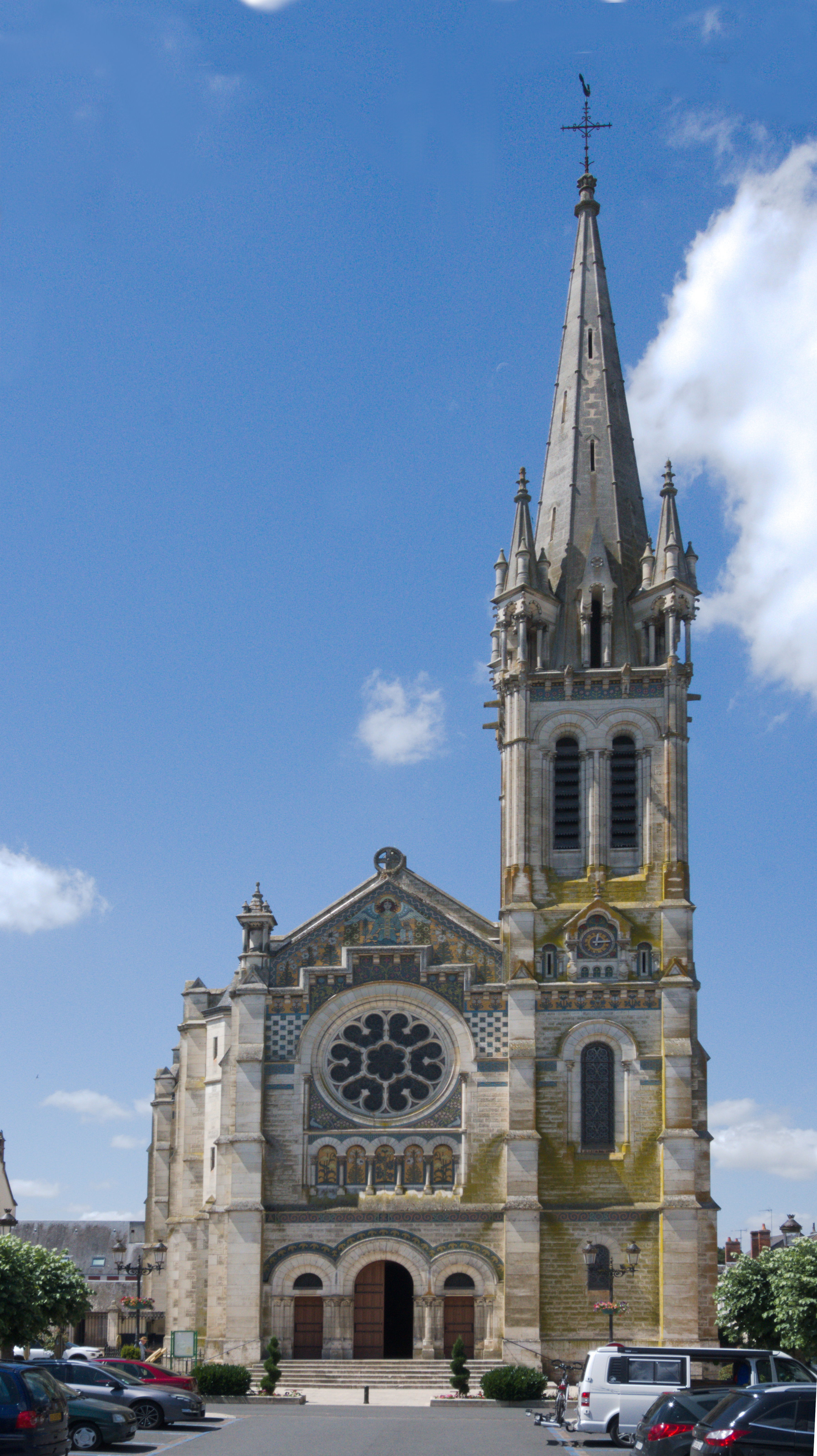
Kirche Saint-Etienne

Zur Zeit Cäsars war die Gegend bewaldet und gehörte vermutlich dem gallischen Stamm der Senonen. Keltische Ursprünge des Orts sind aus dem 4. Jahrhundert nachweisbar. Aufgrund der günstigen Lage an der Loire entwickelte sich eine kleine Stadt, die überwiegend vom Handel und dem Weinbau lebte.
Unter Heinrich IV. entstand die Idee, die Flüsse Loire und Seine durch einen Schiffskanal zu verbinden. Doch erst 1642 wurde unter Ludwig XIII. der Canal de Loyre en Seyne (heute: Canal de Briare) fertiggestellt, der in Briare in die Loire mündete. Der 54 km lange Kanal gilt als Prototyp aller heutigen Kanäle. Seine Eigentümer gründeten die Compagnie des Seigneurs du canal de Loyre en Seyne gegründet, eine der ersten Kapitalgesellschaften Frankreichs.
Da die Loire wegen vieler Untiefen mit größeren Handelsschiffen nicht befahrbar war, wurde der Loire-Seitenkanal (Canal latéral à la Loire) ab 1822 gebaut und 1838 fertiggestellt. Diese Maßnahmen begünstigten die Industrialisierung der Stadt. Eine Fabrik für Fayencen, die 1837 von Jean-Félix Bapterosses  übernommen wurde, produzierte fortan Porzellanknöpfe und -perlen sowie Mosaike aus Email von internationalem Ruf. Sie brachte der Stadt den Beinamen „Cité des Perles“ bzw. „Cité des Émaux“ ein.
Doch die Querung der Loire 5 km flussaufwärts bei Châtillon-sur-Loire war stets gefährlich und von der Wasserführung abhängig. Daher entwarf Léonce-Abel Mazoyer die Kanalbrücke (Pont-Canal) über die Loire, die unter Mitwirkung der Firma Gustave Eiffels gebaut und 1896 eröffnet wurde. Nun standen einer positiven Entwicklung der Kanalschifffahrt und der Handelsstadt Briare keine Hindernisse mehr entgegen.
Ein Hochwasser beschädigte 1856 die Kirche des Orts, die daraufhin zwischen 1890 und 1895 durch die heutige Kirche Saint-Etienne ersetzt wurde. 1861 erhielt Briare einen Bahnhof an der Bahnstrecke Moret-Veneux-les-Sablons–Lyon-Perrache der Eisenbahngesellschaft Compagnie du chemin de fer de Paris à Orléans (P.O.).
Am 11. und 12. Juni 1940 trafen sich im Château du Muguet im nahen Breteau die militärischen Führer Frankreichs und Großbritanniens zu einem vorletzten Treffen im Zweiten Weltkrieg. Diese Begegnung, zu der Winston Churchill und sein Sekretär Anthony Eden am 11. Juni in Briare ankamen, ging als Briare-Konferenz (Conférence de Briare) in die Geschichte ein. Kurz darauf flohen die meisten Menschen vor den heranrückenden Soldaten der deutschen Wehrmacht aus Briare. Um den 15. Juni zählte die Stadt nur noch 100 Einwohner; zugleich nahm sie binnen 24 Stunden 12.000 Flüchtende aus der Île-de-France auf, die nur unzureichend versorgt werden konnten.

### Bevölkerungsentwicklung
| Jahr      | 1962 | 1968 | 1975 | 1982 | 1990 | 1999 | 2006 | 2018 |
| --------- | ---- | ---- | ---- | ---- | ---- | ---- | ---- | ---- |
| Einwohner | 4114 | 5140 | 5637 | 6267 | 6070 | 5994 | 5703 | 5207 |

## Wirtschaft
- Ein Teil der landwirtschaftlich genutzten Fläche dient dem Weinbau. Die Rebflächen der Gemeinde sind der geschützten Herkunftsbezeichnung Coteaux du Giennois zugeordnet.
- Mosaikerzeugung unter der Marke „Émaux de Briare“[6]
- Freizeithafen
- Flusstourismus (Ausflugs-, Sport- und Hausboote)

## Verkehr
- Am nordöstlichen Rand der Bebauung verläuft die Autobahn A 77 („Autoroute de l’Arbre“), die über die Anschlussstelle 20 (Briare) erreicht werden kann.
- Im Bahnhof Briare halten Züge des TER Centre-Val de Loire der Relation Paris-Bercy–Nevers.

## Kultur und Sehenswürdigkeiten

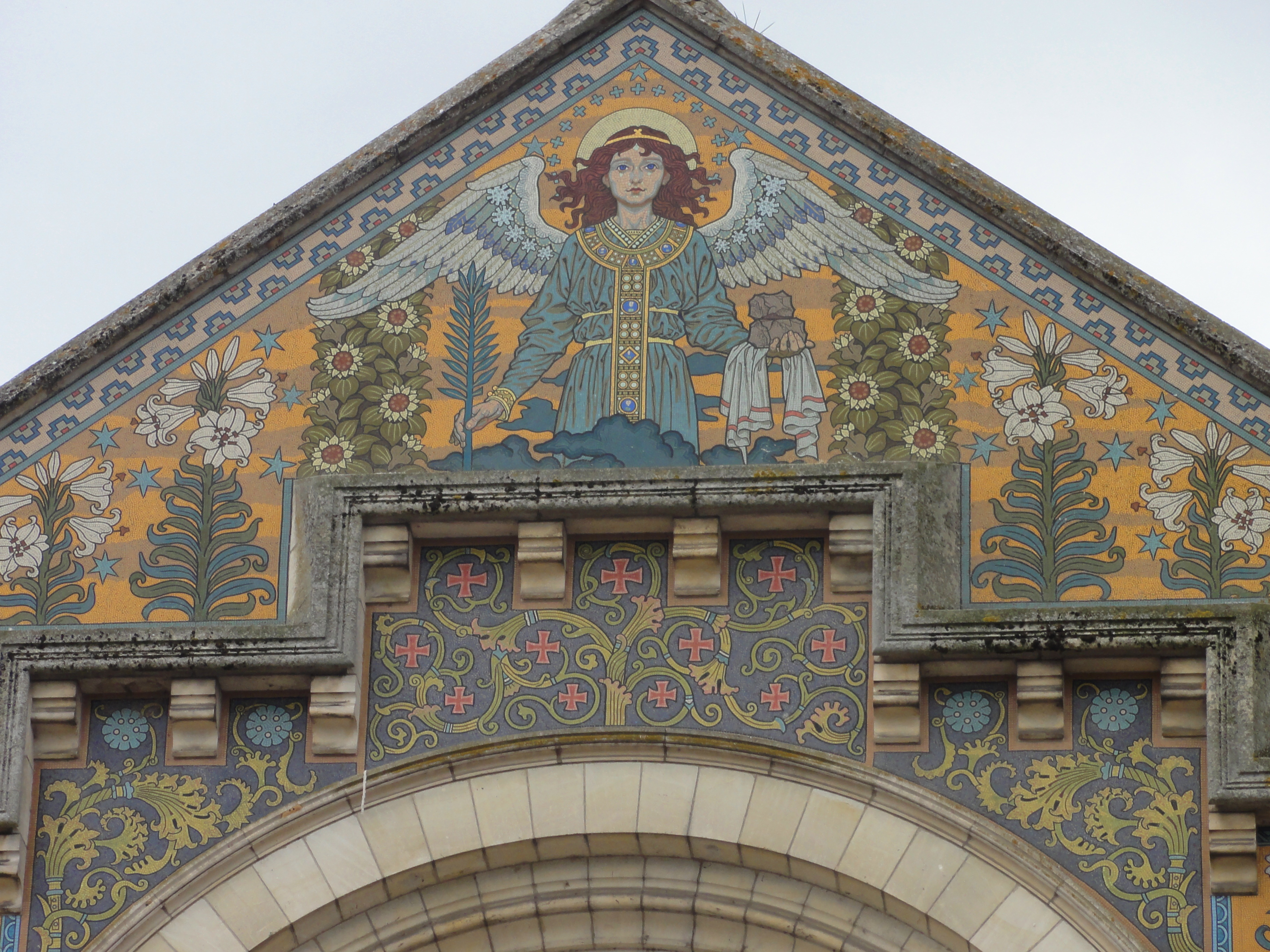
Giebelmosaik von Eugène Grasset an der Kirche Saint-Etienne

### Bauwerke
- Kirche Saint-Etienne im romano-byzantinischen Stil, mit Mosaik-Dekorationen von Eugène Grasset; Monument historique[1]
- Kanalbrücke (Länge: 662,69 m) über die Loire und den alten Kanal
- Alte Drehbrücke am Hafen[7]
- Château des Seigneurs du Canal de Loyre en Seine aus dem 18. Jahrhundert, jetzt als Rathaus genutzt
- Château de Trousse-Barrière, 1885 bis 1890 von der Familie Bapterosses erbaut,[2] mit Glasmalereien von Henri Harpignies

### Museen
- Mosaik- und Email-Museum (Musée de la Mosaïque et des Emaux), eröffnet 1994[4]
- Museum über die Schifffahrt auf der Loire und den Kanälen (Musée des Deux Marines et du Pont-canal) im Maison des Deux Marines

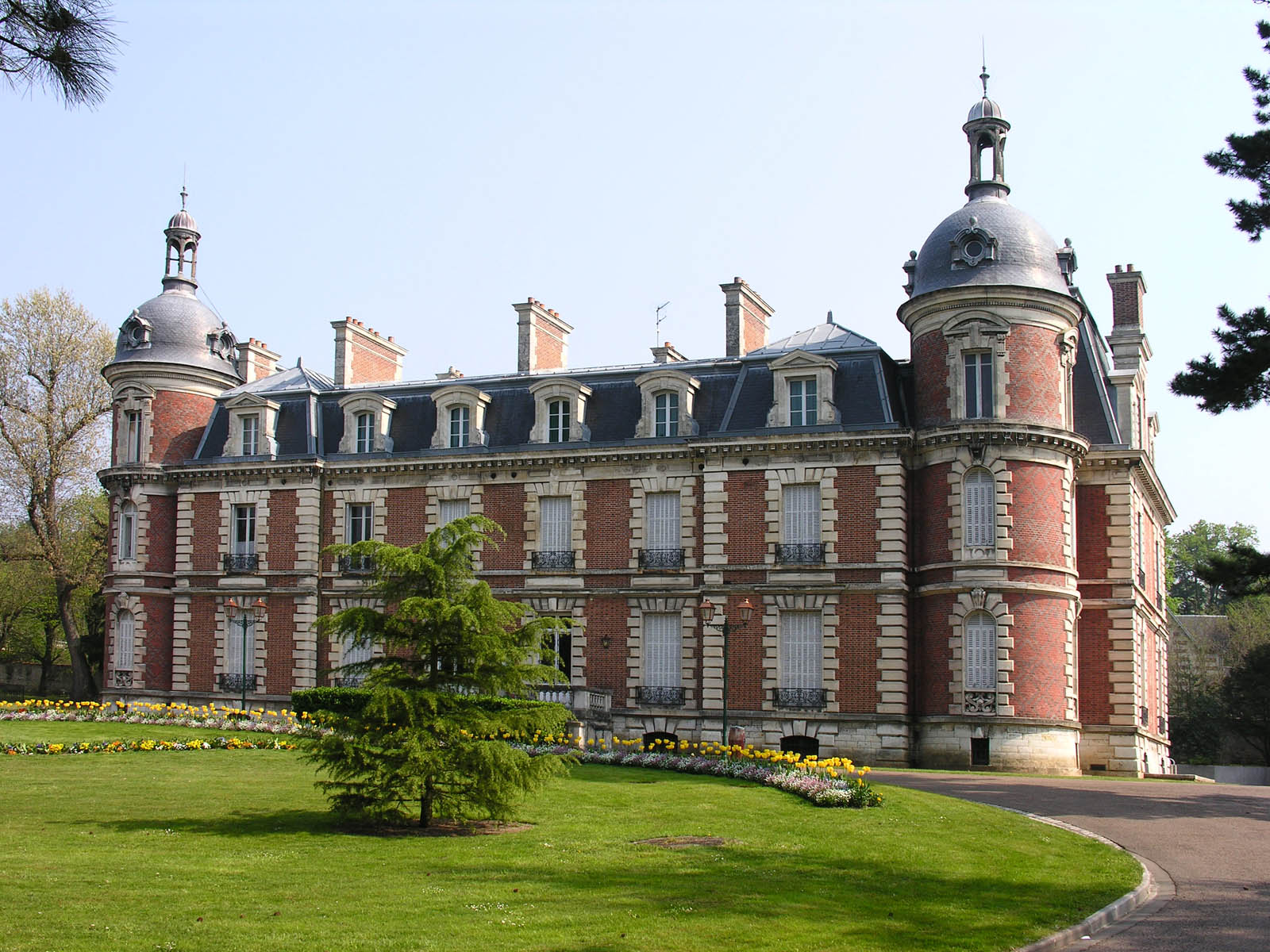
Château de Trousse-Barrière
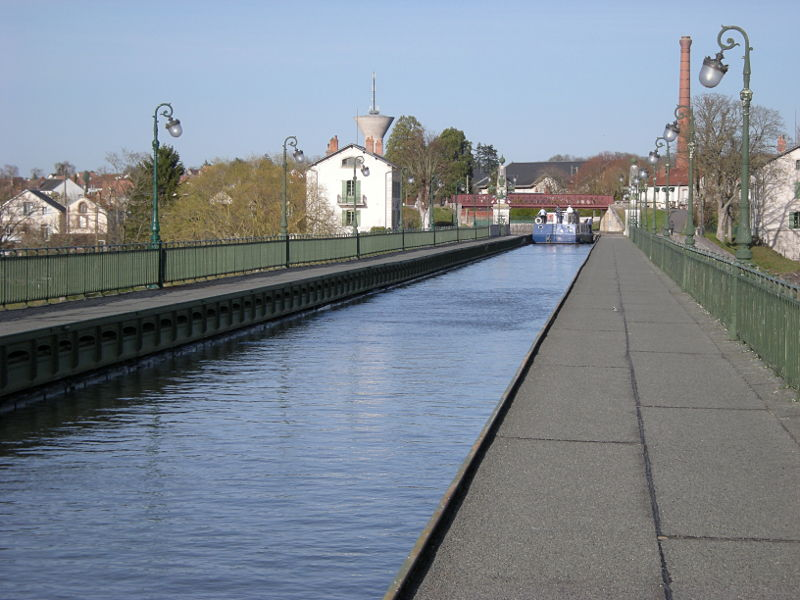
Kanalbrücke, Blick in Richtung Briare mit Schornstein des Pumpwerkes für die Wasserhaltung
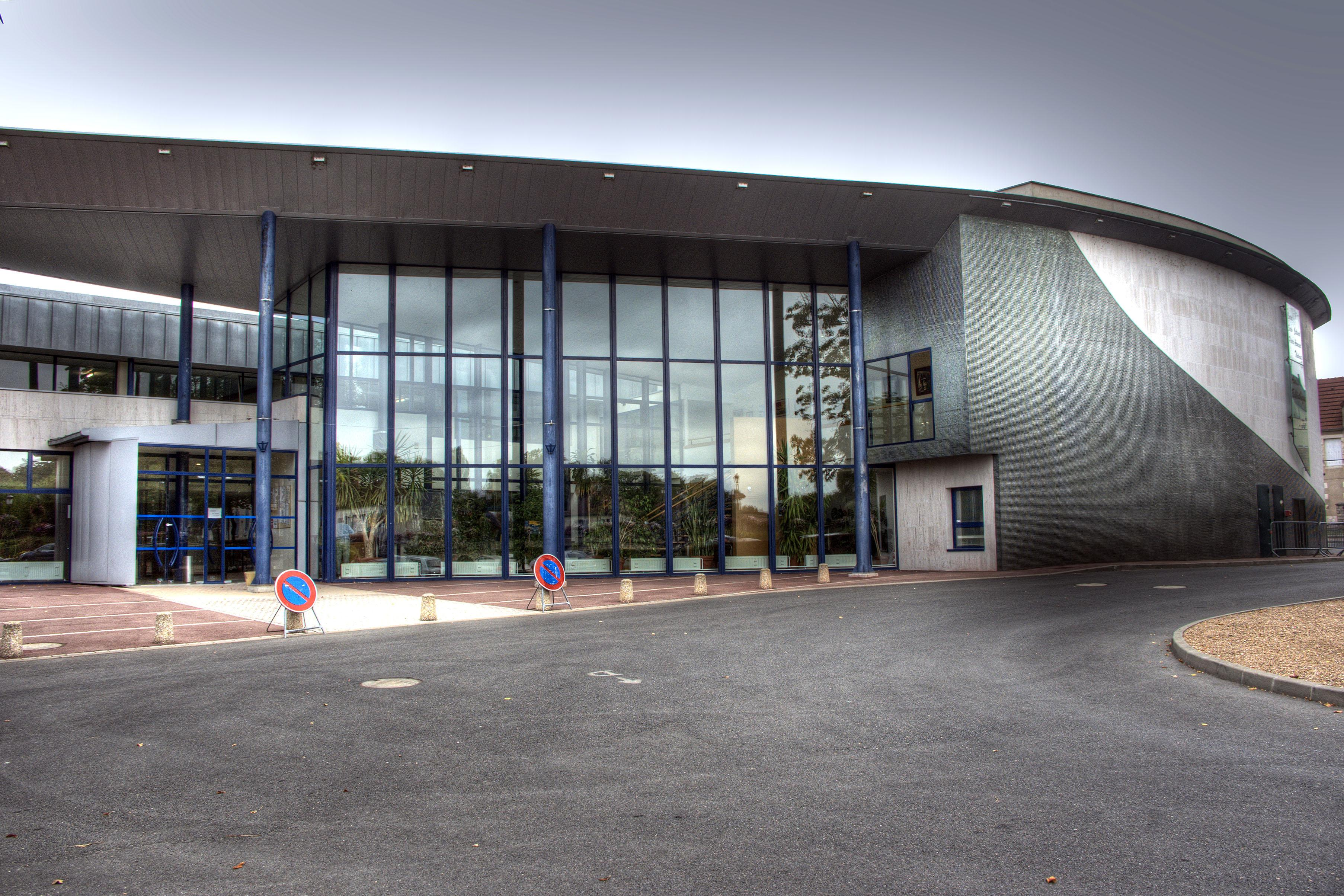
Gemeindezentrum in Briare mit metallisierten Mosaiken
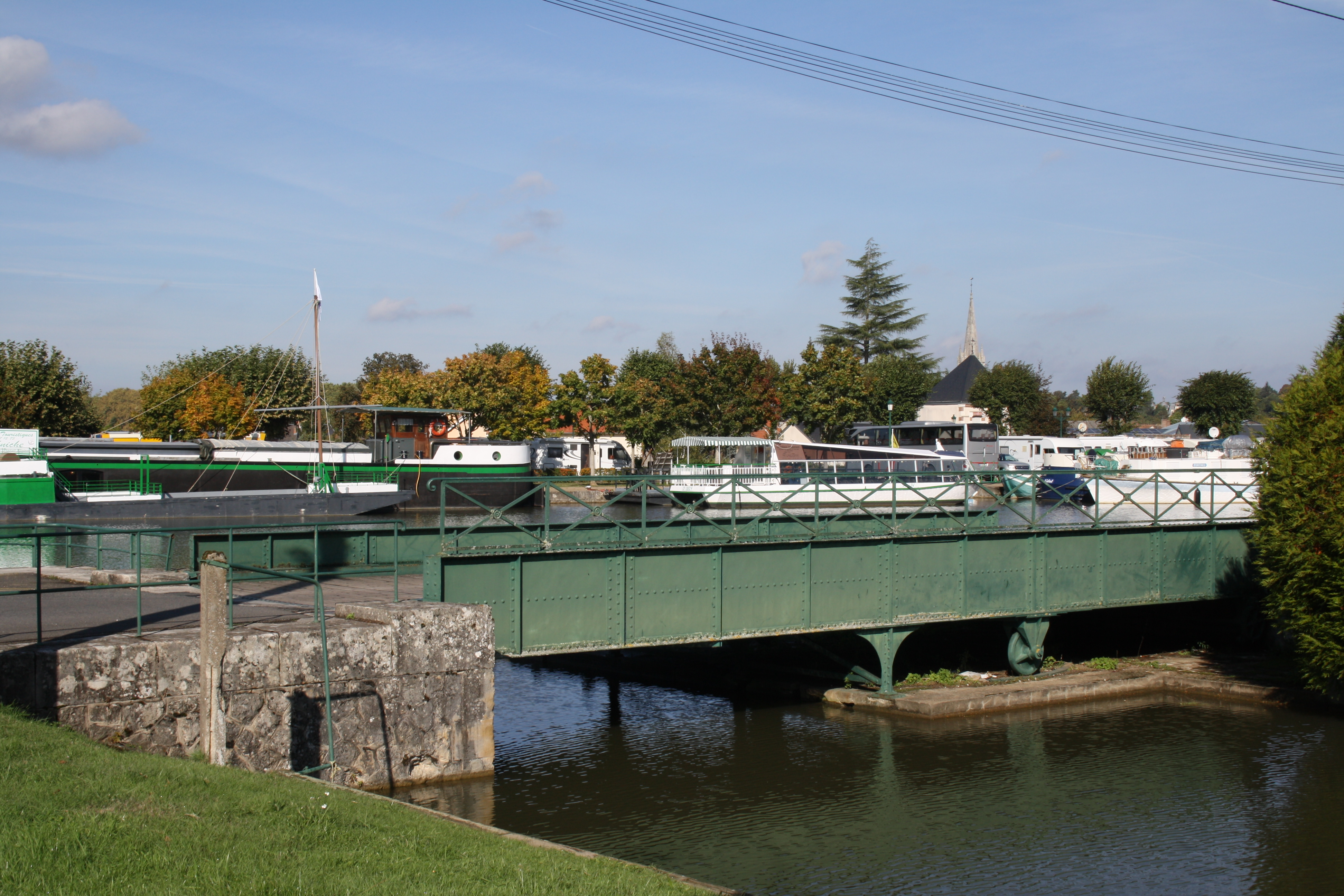
Drehbrücke am Hafen

## Partnerstädte
- Mons in Belgien[8]

## Persönlichkeiten
- Henri Nibelle (1883–1967), Organist und Komponist